# Timișoara
Timișoara (AFI: [ˌtimiˈʃo̯ara], in ungherese Temesvár [ˈtɛmɛʃvaːr], in tedesco Temeswar o Temeschwar o Temeschburg, in serbo Темишвар?, Temišvar, in turco Temeşvar) è un municipio della Romania di 306 435 abitanti, capoluogo del distretto di Timiș, capitale storica del Banato.
Tutte le varianti del suo nome derivano dal fiume Timiș, che scorre una decina di chilometri a sud-est della città per sfociare così nel Danubio, vicino alla città di Belgrado. Timișoara è una città multiculturale, con influenti minoranze, principalmente tedeschi, ungheresi e serbi, ma anche ebrei, greci e recentemente italiani. Importante centro industriale, fu la prima città europea ad avere lampioni elettrici.
Timișoara è stata scelta per essere capitale europea della cultura nel 2021, insieme alla greca Eleusi e alla serba Novi Sad; a seguito della pandemia di COVID-19 si è deciso di modificare il calendario delle capitali europee della cultura, per cui ha detenuto il titolo nel 2023 insieme a Eleusi e Veszprém.

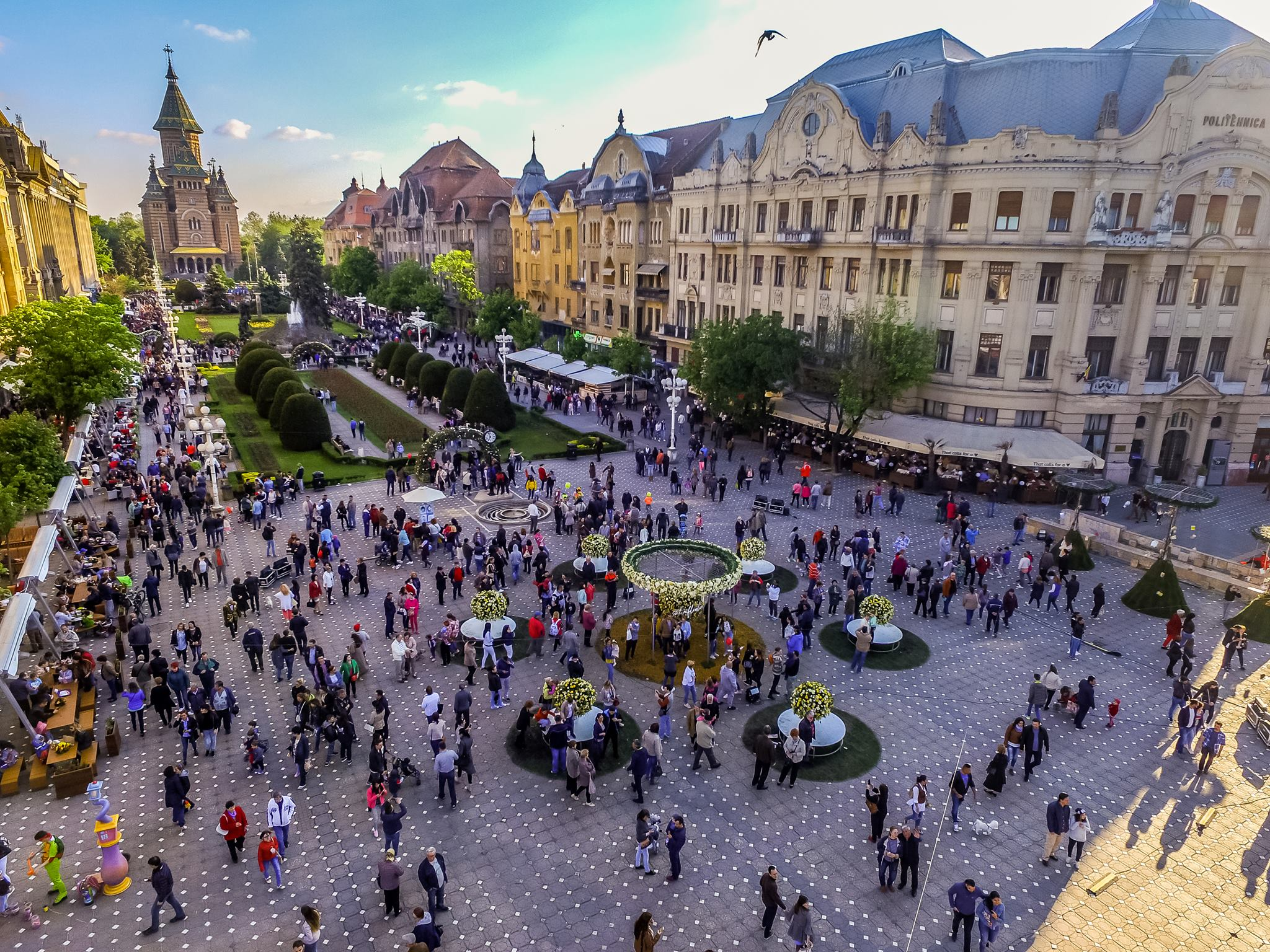
Piazza della Vittoria durante il festival dei fiori TimFloralis

## Origini del nome
Il nome attuale della città è la traduzione rumena dell'originario nome Temesvár, unione del nome del fiume omonimo Timiș, Temes in ungherese, Timiș in rumeno, e della parola ungherese vár (castello, ovvero città fortificata), abbreviazione di város, ovvero della sua traduzione rumena oraș.

## Storia
Sull'attuale territorio della città sono state trovate tracce di insediamenti umani che risalgono al neolitico; in seguito vi si sono insediati i Geto-Daci e successivamente i Romani.
La prima menzione scritta si ha in un documento storico dell'XI-XII secolo, nel quale la città viene citata usando il nome di Tibiscum o Tibiskos.
Nel 1175 è menzionato il "comitato di Temes", ma le fonti non specificano quale sia il suo centro economico e amministrativo. La prima attestazione documentata del nome Timesvar è incerta (1212 o 1266): in quel momento Timesvar faceva parte del comitato di Temes, una suddivisione amministrativa territoriale del Regno d'Ungheria. Il territorio, conosciuto più tardi come Banato, con centro amministrativo nell'Urbis Morisena (poi Cenad), era stato conquistato dai Magiari attorno all'anno 1030.
Collocandosi in una posizione strategica, da dove poteva essere controllata una gran parte della pianura del Banato, sia la città di Timișoara che il titolo di conte di Timiș divennero sempre più importanti. Timișoara conobbe eccezionale sviluppo al tempo del re Carlo Roberto d'Angiò che, dopo la sua visita del 1307, ordinò la costruzione di un palazzo reale e vi trasferì la capitale del regno.
Segnò un nuovo capitolo nella storia della città, nel 1440, la nomina a conte di Temes di János Hunyadi, che sarà conosciuto nell'intera regione per l'importante vittoria di Belgrado del 1456 sui Turchi Ottomani e sarà considerato difensore della cristianità. Il conte trasformò la città in un accampamento militare permanente, trasferendosi qui con la famiglia. La città rimase quindi in possesso del figlio Mattia Corvino fino al 1490.
Episodio importante della storia di Temesvár è rappresentato dall'assedio della città da parte dei contadini insorti guidati da György Dózsa. Gli insorti, romeni e ungheresi, dopo alcune vittorie riportate sulle armate nobiliari, furono sconfitti nei pressi di Timișoara dal conte Ioan Zapolya. Dózsa ispiratore e guida dei rivoltosi, venne catturato e torturato su una sedia di ferro, quindi arso vivo nei pressi del castello, attuale Museo del Banato (Muzeul Banatului).
Nel 1552 un'armata ottomana di 160 000 uomini sotto il comando del pascià Sokollu Mehmed attaccò e conquistò la città, trasformandola in capitale dell'Eyalet ottomano, guidato da un "Wali" o "beylerbey". Per quasi 200 anni Timișoara si trovò sotto la dominazione ottomana, sotto il controllo diretto del sultano, godendo di uno statuto speciale come le città di Belgrado e Buda. In questo periodo la città conobbe diverse trasformazioni: le chiese furono trasformate in moschee, numerosi musulmani si trasferirono qui e la cittadella fu trasformata secondo le necessità strategiche ottomane. Nonostante tutto l'occupazione turca coincise con un periodo di relativa pace essendo la città utilizzata dai turchi soprattutto come punto strategico di partenza per le campagne militari del nord-ovest.

Nel 1716, dopo ripetuti tentativi, Eugenio di Savoia conquistò la città, aprendo la via alla dominazione austro-ungarica per più di 200 anni.

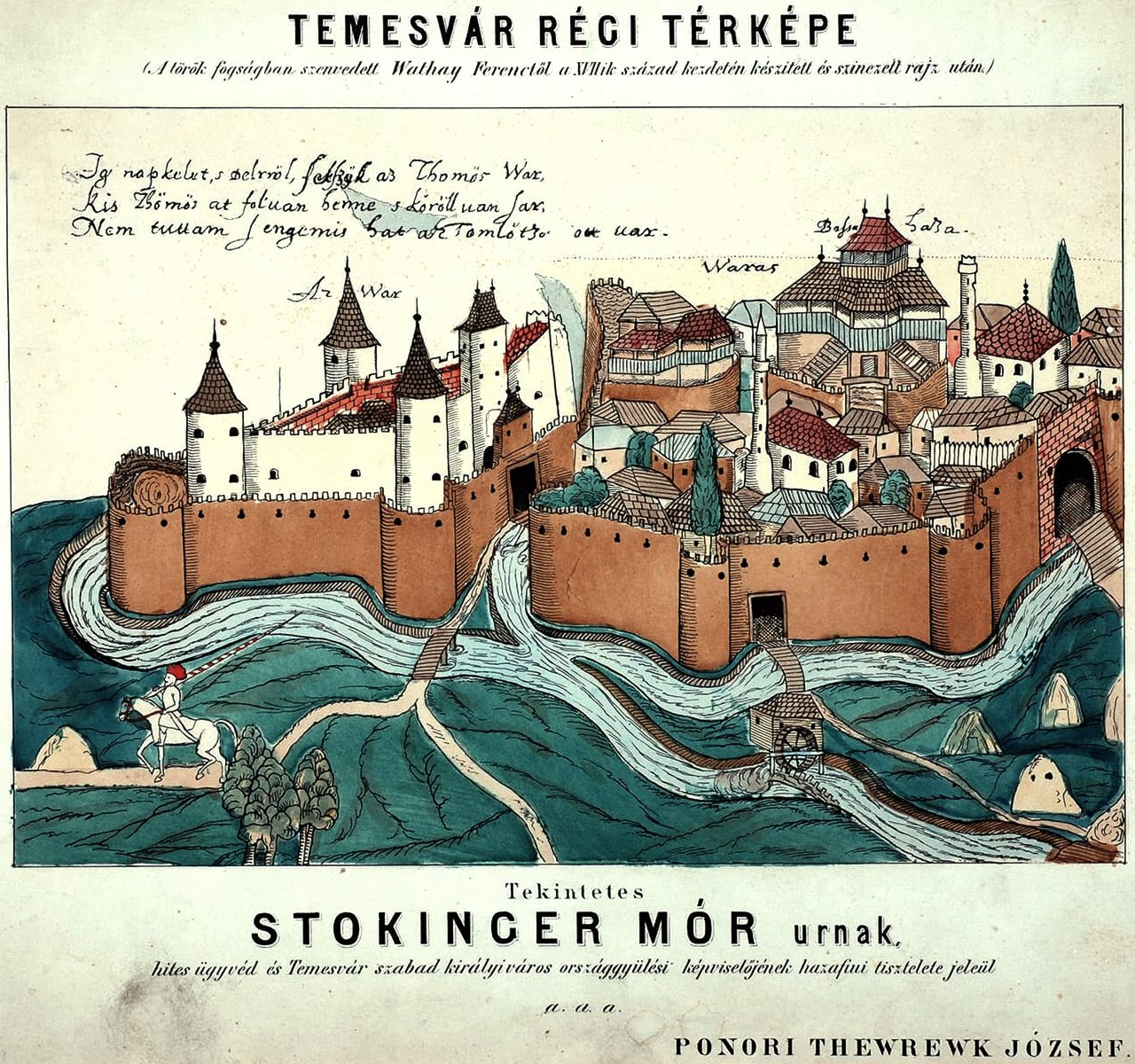
Timișoara nel 1602 sotto la dominazione ottomana

Solo nel 1920, dopo la sconfitta austro-ungherese nella prima guerra mondiale, il Banato si unì alla Romania e a Timișoara venne instaurata l'amministrazione romena, dopo un'effimera indipendenza come Repubblica del Banato, di cui era la capitale.
Il 16 dicembre 1989 scoppiò a Timișoara la rivoluzione che avrebbe portato alla caduta di Nicolae Ceaușescu e del regime comunista rumeno. Tutto ebbe inizio con la protesta dei parrocchiani contro il trasferimento forzato del pastore calvinista László Tőkés; ai fedeli che manifestavano davanti alla parrocchia si unirono i passanti e in breve tempo la protesta si estese, raccogliendo nel centro della città decine di migliaia di persone. In seguito a scontri sanguinosi, ci furono 73 morti e 253 feriti il 20 dicembre 1989. Gli avvenimenti di Timișoara portarono una settimana più tardi alla caduta del regime di Ceaușescu. L'11 marzo 1990 gli stessi gruppi che avevano contribuito alla riuscita della rivoluzione presentarono anche il documento programmatico della Proclamazione di Timișoara, che fu di ispirazione anche per altri movimenti civici, politici e culturali.

## Monumenti e luoghi d'interesse
Timișoara detiene il più ampio numero di edifici storici della Romania, costituito dagli insiemi architettonici urbani dei quartieri Cetate, Iosefin e Fabric. La varietà architettonica, le influenze del barocco viennese e il gran numero di parchi hanno valso a Timișoara il soprannome di "Piccola Vienna" e di "Città dei parchi". Alcune delle più importanti attrazioni turistiche sono:

### Piazze
- Piața Unirii (Piazza dell'Unione)

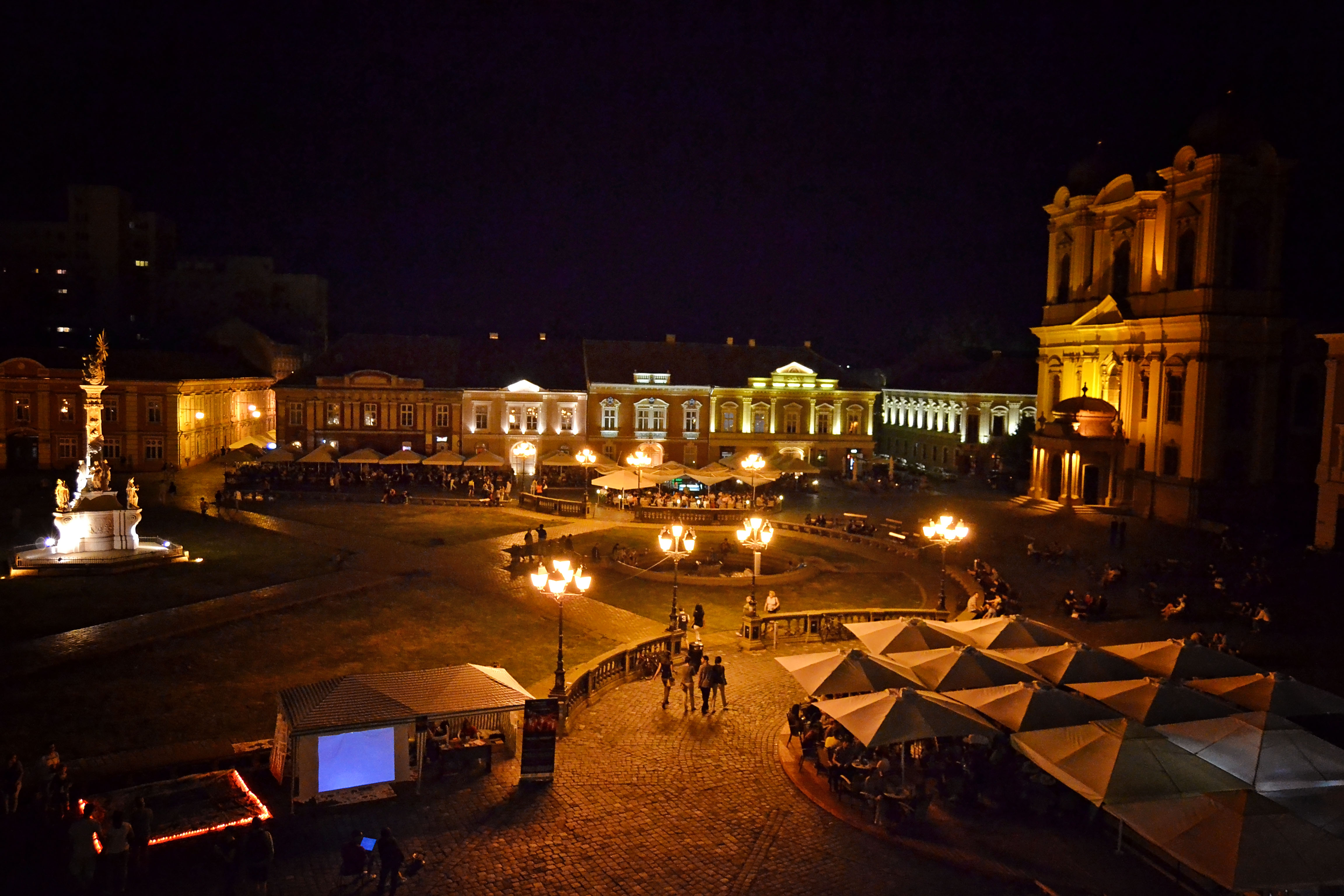
Piazza dell'Unione

- Piața Victoriei (Piazza della Vittoria)
- Piața Libertății (Piazza della Libertà)
- Piața Maria (Il luogo dove ebbe inizio la Rivoluzione del 1989)
- Piața Traian (centro del quartiere storico Fabric)

### Architetture civili

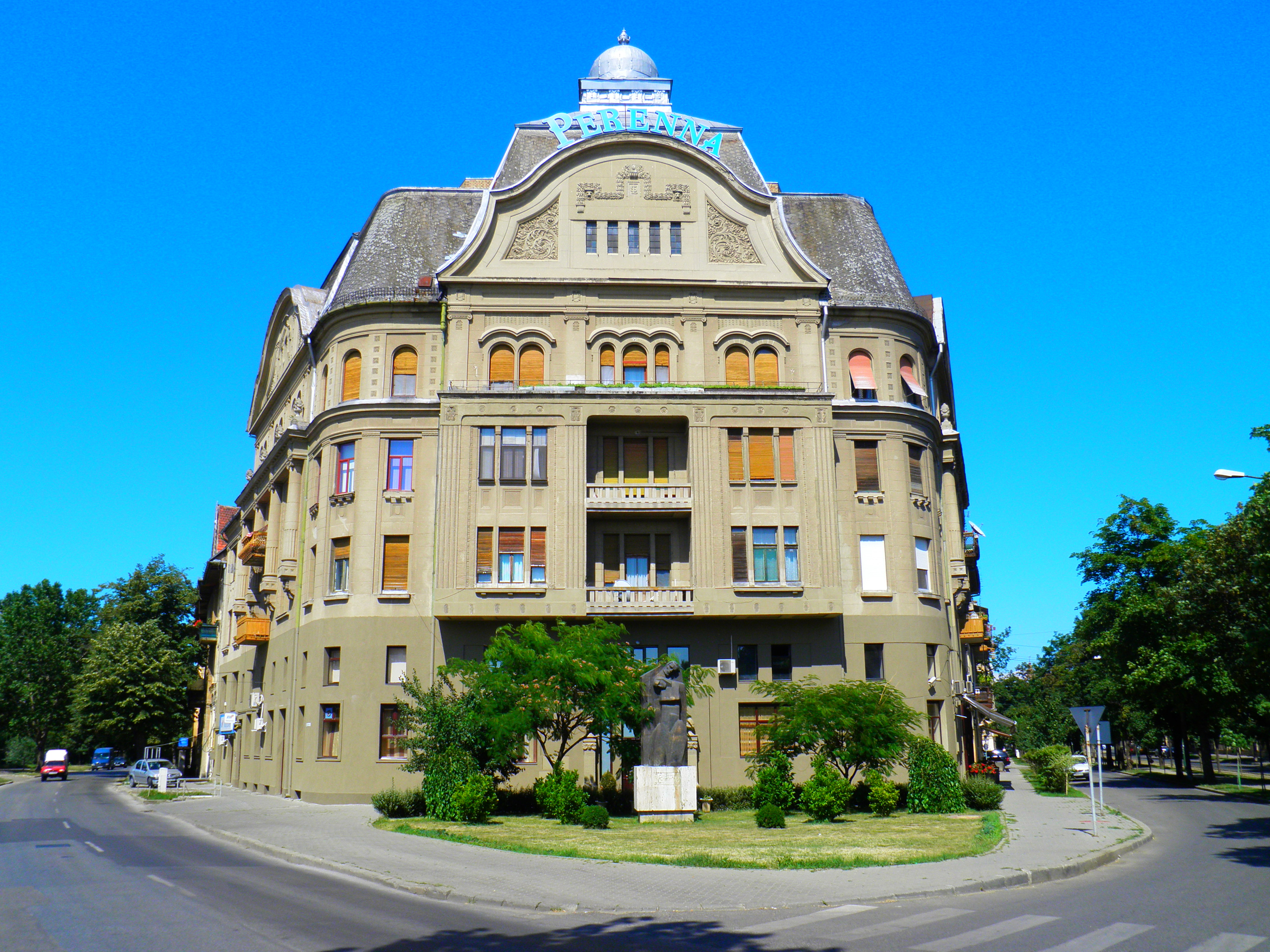
Palazzo Neptun

- Palazzo Dicasteriale
- Palazzo Barocco
- Teatro Nazionale
- Bagni Pubblici Neptun
- Palazzo Lloyd

### Architetture religiose
- Cattedrale ortodossa

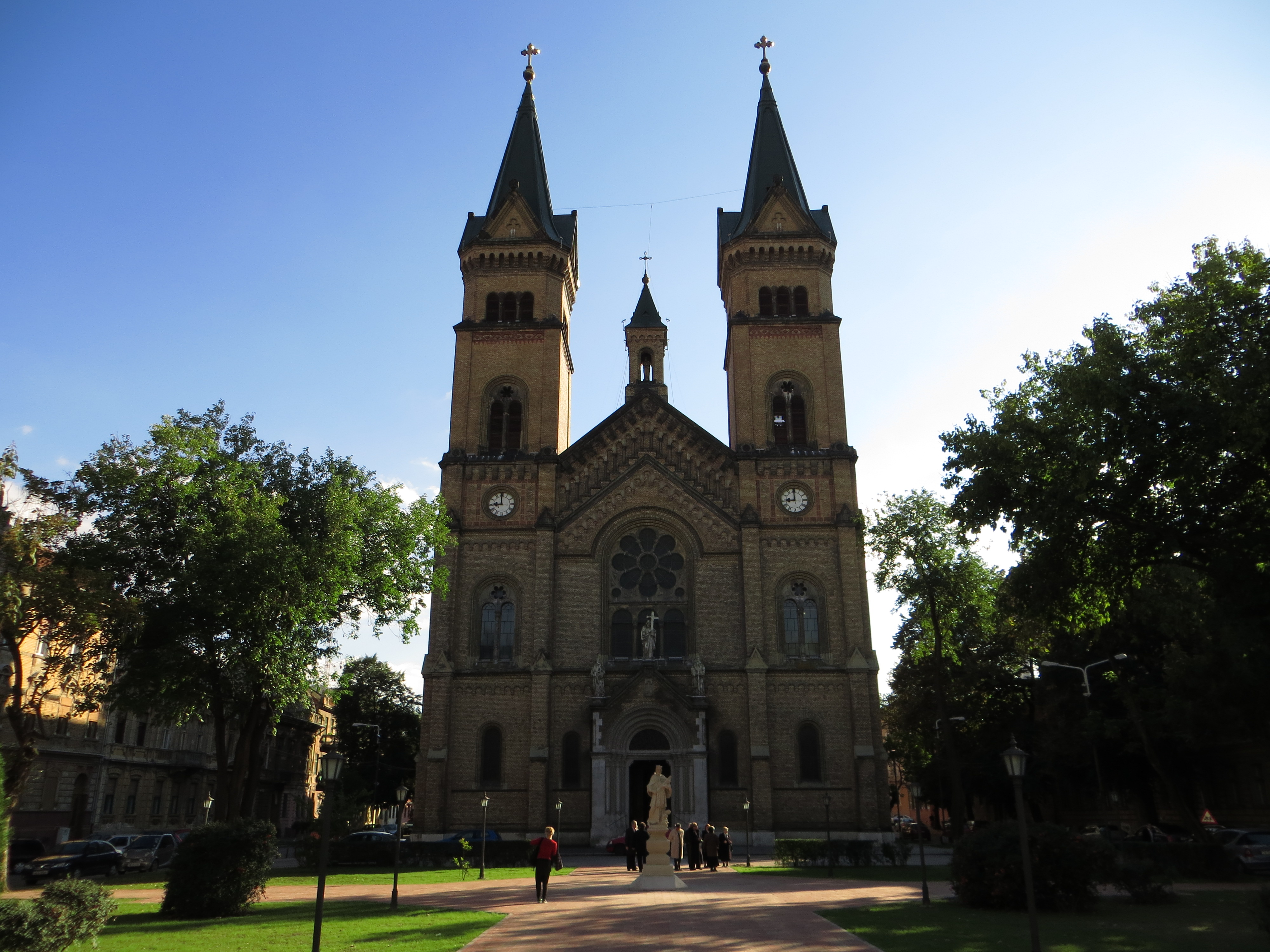
Chiesa del Millennio

- Cattedrale cattolica di San Giorgio
- Chiesa del Millennio
- Chiesa episcopale serba
- Sinagoga del quartiere Cetate
- Sinagoga Fabric

### Architetture militari
- Castello Huniade

## Clima
| Timisoara           | Mesi | Mesi | Mesi | Mesi | Mesi | Mesi | Mesi | Mesi | Mesi | Mesi | Mesi | Mesi | Stagioni | Stagioni | Stagioni | Stagioni | Anno |
| Timisoara           | Gen  | Feb  | Mar  | Apr  | Mag  | Giu  | Lug  | Ago  | Set  | Ott  | Nov  | Dic  | Inv      | Pri      | Est      | Aut      | Anno |
| ------------------- | ---- | ---- | ---- | ---- | ---- | ---- | ---- | ---- | ---- | ---- | ---- | ---- | -------- | -------- | -------- | -------- | ---- |
| T. max. media (°C)  | 2,3  | 5,5  | 11,8 | 17,3 | 22,5 | 25,6 | 27,7 | 27,5 | 23,9 | 18,0 | 10,0 | 4,3  | 4,0      | 17,2     | 26,9     | 17,3     | 16,4 |
| T. min. media (°C)  | −4,4 | −2,0 | 1,4  | 5,8  | 10,2 | 13,5 | 14,7 | 14,4 | 11,2 | 6,4  | 2,3  | −1,4 | −2,6     | 5,8      | 14,2     | 6,6      | 6,0  |
| Precipitazioni (mm) | 39   | 37   | 36   | 48   | 65   | 79   | 62   | 51   | 42   | 40   | 48   | 51   | 127      | 149      | 192      | 130      | 598  |

## Società

### Evoluzione demografica
Abitanti

### Etnie e minoranze straniere
Abitanti:
I tedeschi costituivano, fino alla seconda guerra mondiale, il gruppo etnico più numeroso, ma nel corso del XX secolo la comunità si è drasticamente ridotta passando dal 54,6% della popolazione cittadina del 1880 all'1,3% del 2011.
La comunità ucraina sta attualmente crescendo, in parte anche grazie alle agevolazioni di insegnamento in lingua ucraina.
Negli anni recenti, gli investimenti di compagnie italiane hanno stimolato la creazione e la crescita di una comunità italiana (stimati tra le 10 000 e le 15 000 persone in tutto il distretto), nonché alla nascita di un Centro Culturale Italiano.

### Religione
Timișoara è una città con una delle più diversificate strutture confessionali della Romania. Questo si deve in gran parte alla tradizione multietnica e multiconfessionale della città; tuttavia la tendenza a partire dal XX secolo è stata nettamente a favore della religione ortodossa. A oggi circa l'80% degli abitanti si dichiara ortodosso mentre il 10% cattolico di rito romano. Seguono la religione pentecostale con 8 408 fedeli (2,6%), riformata, con 6 194 fedeli (approssimativamente 2%), battista con 4 780 e greco-cattolica con 4 191 fedeli. Sono presenti anche diverse altre comunità più piccole, come quella ebraica, con una storia di 450 anni, adesso solo di circa 300 membri, la maggior parte anziani. 359 residenti si dichiarano atei.

## Economia
Timișoara si affermò come importante centro economico nel XVIII secolo, con l'insediarsi dell'amministrazione asburgica. La colonizzazione con popolazioni tedesche, la diversificazione etnica e religiosa, la ricostruzione della cittadella ma anche il sistema legislativo favorevole alla proprietà privata, determinarono il formarsi di un fitto tessuto di artigiani e commercianti. Questo tessuto di artigiani ha costituito per ben più di 200 anni il segreto dello sviluppo economico della città. Quando la Rivoluzione industriale iniziò a manifestare i propri effetti, Timișoara presentava tutti i requisiti per la sua affermazione. Un po' per volta furono introdotte tutte le più moderne innovazioni del tempo. Le piccole botteghe artigiane lasciarono il posto a piccole e medie industrie. Altro grande vantaggio fu la realizzazione del Canale Bega. Questo permise un notevole sviluppo del commercio, permettendo il trasporto di merci via acqua; collegato al Danubio, permise il commercio tanto verso l'Europa, quanto verso il resto del mondo attraverso i porti sul Mar Nero. Nel 1857 a Timișoara arrivò la ferrovia, completando così tutte le premesse necessarie ad uno sviluppo economico industriale moderno. Questo modello economico, sviluppatosi in modo organico per quasi 250 anni, ebbe fine nel 1948 con la nazionalizzazione, con la soppressione della proprietà privata e l'instaurazione di un'economia di stato pianificata. Timișoara fu successivamente industrializzata in modo massiccio, seguendo tuttavia criteri ben diversi dallo sviluppo degli anni precedenti. Furono creati colossi industriali in diversi settori produttivi, in particolare nel settore dell'industria chimica e meccanica, la cui manodopera era assicurata attraverso la massiccia immigrazione in città della popolazione rurale della zona e del resto del paese.
Dopo la caduta del regime comunista, nonostante il declino di alcuni settori economici tradizionali, sostituiti da attività industriali più moderne, il settore industriale di Timișoara continua ad assicurare più del 3% della produzione industriale nazionale. Caratteristico delle economie di mercato avanzate, il terziario ricopre una percentuale sempre maggiore dell'economia della città.
Negli ultimi anni l'economia di Timișoara ha conosciuto una crescita economica significativa, dovuta agli investimenti stranieri, in modo particolare nel settore dell'high tech. In un articolo del 2005 la rivista francese L'Expansion ha definito Timișoara "vetrina economica della Romania", riferendosi al gran numero di investimenti stranieri, considerati come una "seconda rivoluzione" che la città sta vivendo.
I capitali stranieri investiti a Timișoara provengono principalmente da Germania, Italia - il suo distretto è detto "l'ottava provincia veneta" per l'alto numero di imprese regionali che qui hanno delocalizzato la produzione - e Stati Uniti. Fra le maggiori industrie presenti si possono citare il produttore di pneumatici Continental, la compagnia statunitense Solectron (telefonia, elettronica), Dräxlmaier (componenti auto per BMW e Audi), Linde AG (gas industriali), Procter & Gamble (detergenti), Nestlé, Siemens e molte altre.

## Infrastrutture e trasporti

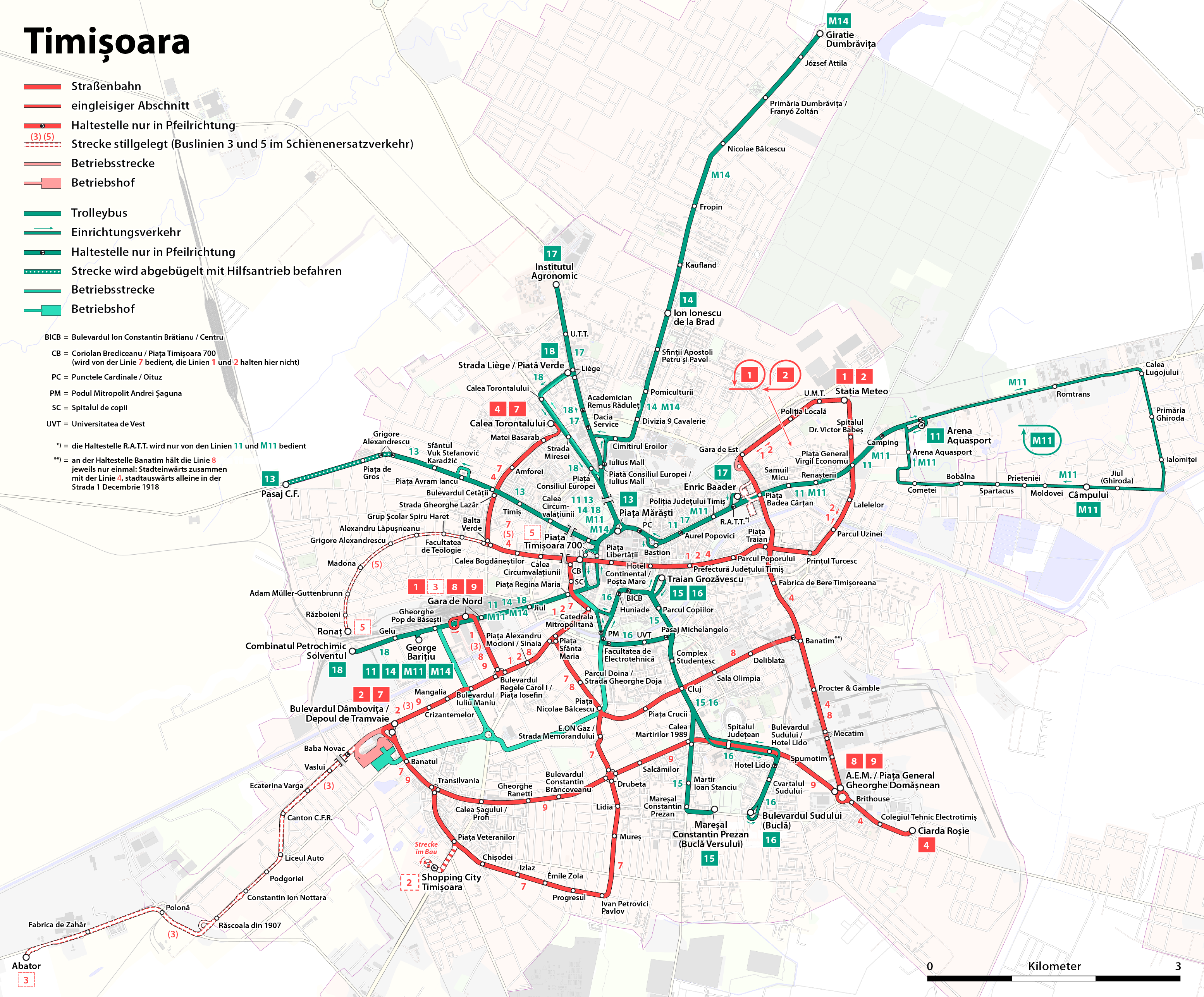
Trasporto pubblico in Timișoara

Sul piano delle infrastrutture Timișoara è un importante nodo della più fitta rete ferroviaria della Romania, fatto che le assicura molti collegamenti con le diverse località del Paese. La principale stazione viaggiatori è Timișoara Nord, costruita nel 1857. Altre stazioni importanti per il traffico locale sono Timișoara Est, Timișoara Ovest e Timișoara Sud. Da Timișoara esistono collegamenti internazionali diretti verso Budapest e Vienna. La città era inoltre collegata all'Italia mediante il treno Euronight Venezia, che partiva da Venezia e giungeva a Budapest, del quale alcune vetture proseguivano da Timișoara per Mosca. Adesso il servizio è fornito dalle ferrovie federali austriache con cambio a Vienna.

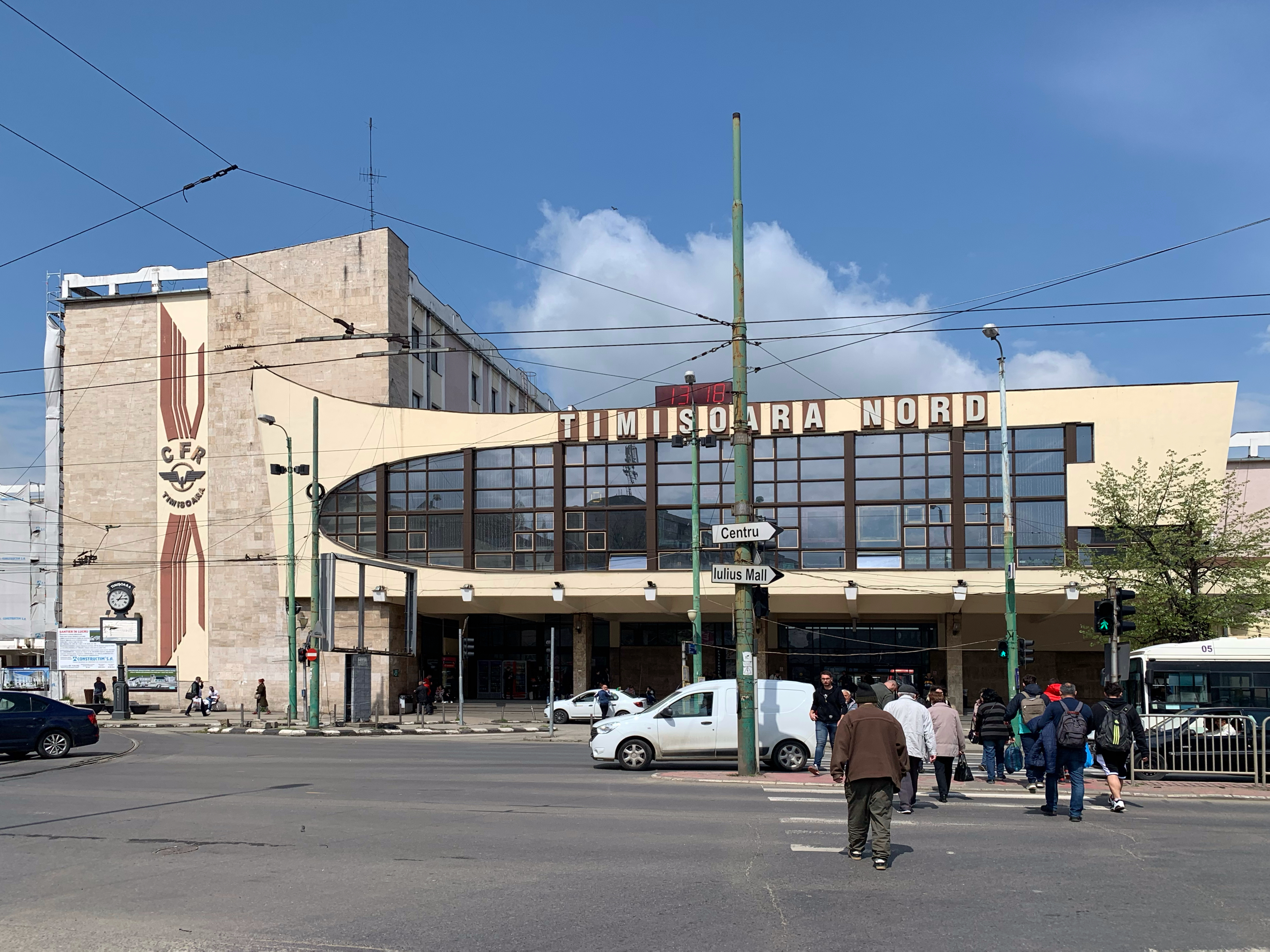
La stazione Timișoara Nord nell'aprile 2023

Il trasporto automobilistico ha conosciuto una vera e propria esplosione dopo il 1990, sicché nel 2003, il livello di motorizzazione registrato a Timișoara era il più alto di Romania, con una media di 361 autovetture ogni 1 000 abitanti, contro solo 315 immatricolate nella capitale Bucarest. Per questo motivo il traffico è diventato uno dei principali problemi con cui si confronta la città, essendo le infrastrutture esistenti insufficienti a sopportare un traffico sempre più elevato.
Per il trasporto interno in autobus ci sono diverse autostazioni, la maggior parte situate intorno alla stazione ferroviaria di Timișoara Nord e sulla Calea Stan Vidrighin.  Ci sono anche viaggi giornalieri in pullman verso destinazioni in Europa, servite da compagnie private di trasporto passeggeri, come Atlassib, Eurolines o Flixbus.

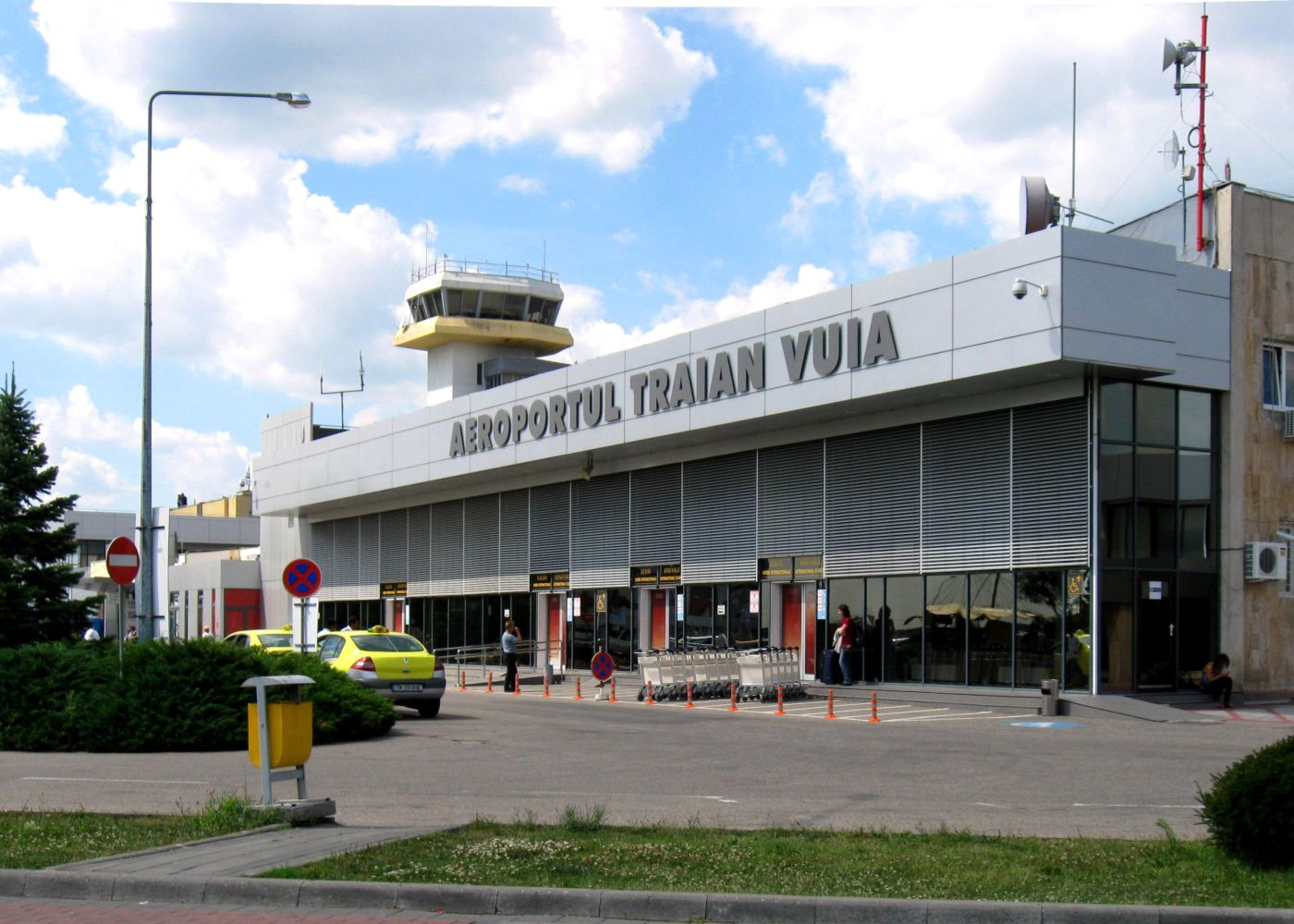
L'aeroporto internazionale Traian Vuia

Grande importanza ha il trasporto aereo: Timișoara dispone dell'Aeroporto di Timișoara-Traian Vuia, il quarto aeroporto rumeno più trafficato in termini di numero di passeggeri (~ 1,2 milioni nel 2022) e il più importante hub aereo nell'Euroregione DKMT. L'aeroporto internazionale funge da base operativa per Wizz Air. A partire dal 2021, l'aeroporto è in fase di ampliamento, con l'aggiunta di due terminal – arrivi interni e partenze esterne – e la creazione di un centro intermodale per il trasporto merci.

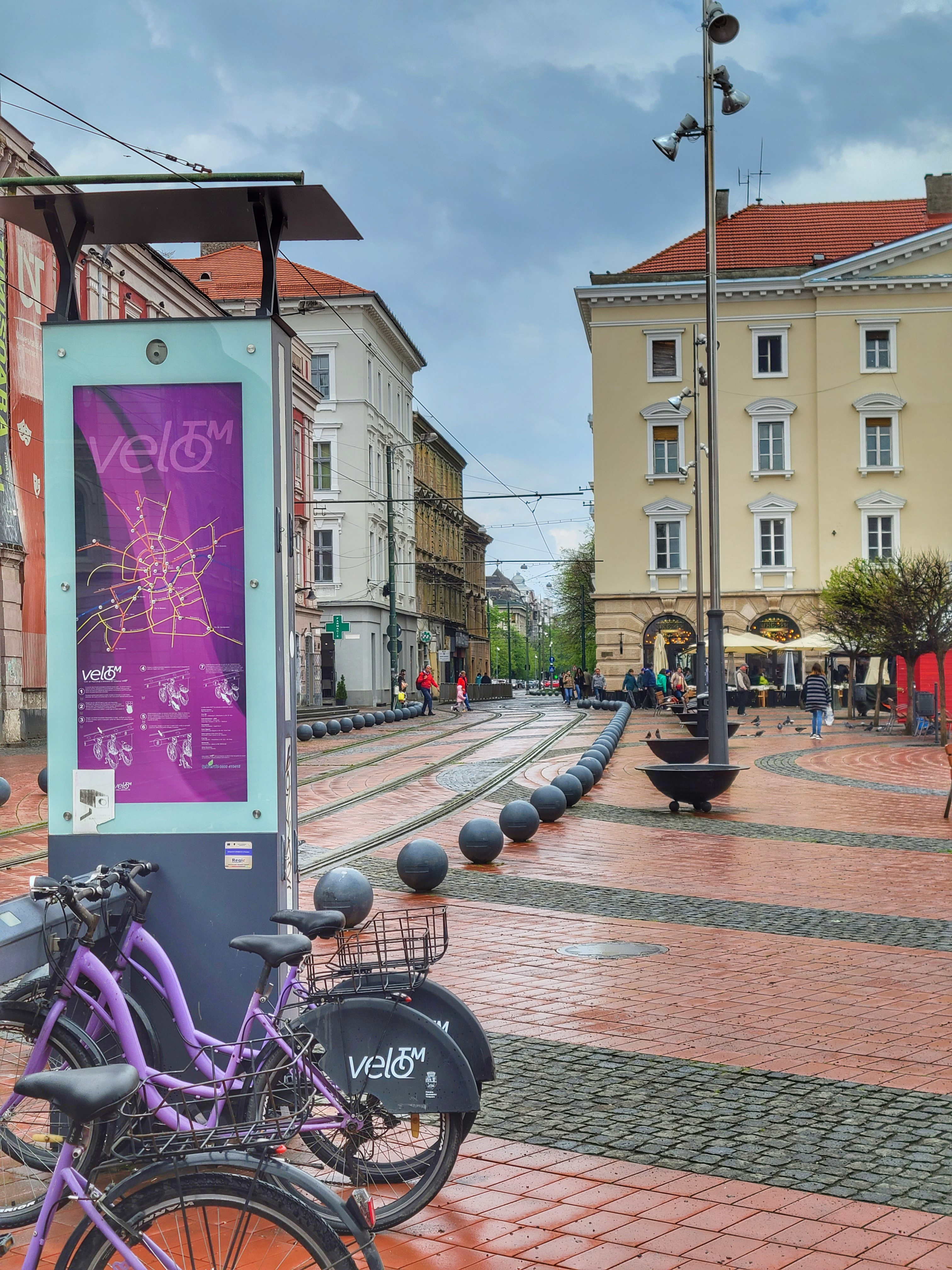
Stazione di bike sharing VeloTM a Timișoara

Il fiume Bega è il primo canale navigabile costruito in Romania, che collega Timișoara alla città serba di Titel. La sua lunghezza totale navigabile è di 114 km, di cui 33 km in territorio rumeno. Nel 2018 sono stati avviati i lavori di riparazione dell'infrastruttura di navigazione del Canale di Bega, che consentiranno la ripresa del traffico navale tra Timișoara e la Serbia, interrotto nel 1967. Dal 2018, Timișoara è la prima città rumena con trasporto pubblico urbano via acqua, realizzato con imbarcazioni simili a vaporetti su un'unica linea, con sei stazioni totali.
Timișoara ha il sistema ciclabile integrato più sviluppato della Romania. I ciclisti hanno accesso a più di 100 km di piste ciclabili, di cui 37 km fuori città attraverso la pista ciclabile del Canale Bega, che collega la Romania con la Serbia, fornendo un collegamento diretto alla rete europea di piste ciclabili EuroVelo. Timișoara è la prima città in Romania con un sistema di bike-sharing pubblico, VeloTM, inaugurato nel 2015. Il sistema dispone di 440 biciclette nelle 25 stazioni della città e seconda della stagione, vi accedono 1.000-1.500 persone al giorno. Dal 2019 Timișoara ha introdotto il trasporto pubblico con monopattini elettrici.
La STPT (Societatea de Transport Public Timișoara), azienda che svolge il servizio di trasporto pubblico in città.

## Amministrazione

### Gemellaggi
Timișoara è gemellata con le seguenti città:
- Cancún
- Faenza dal 1991
- Gera
- Graz
- Karlsruhe
- Mulhouse
- Novi Sad
- Palermo dal 2006
- Rueil-Malmaison
- Sassari dal 1990
- Seghedino dal 1988
- Treviso dal 2003

## Sport

### Calcio
Le squadre che hanno rappresentato la città sono il Chinezul Timișoara che è stata la prima squadra a riuscire a vincere sei campionati di fila negli anni '20, e il Ripensia Timișoara che ha vinto quattro titoli nazionali e che oggi milita nella Liga II.
È stata sede del Fotbal Club Timișoara, società di calcio che ha militato nella massima serie rumena vincendo anche due Coppe di Romania. Dopo la sua dissoluzione, nel 2012 cominciò la diatriba tra due società che si riconoscono come eredi sportive della squadra universitaria: il ACS Poli Timisoara, fondata nel 2012 e a cui appartiene di diritto il titolo sportivo della società disciolta, e il ASU Politehnica Timisoara, società creata dai tifosi che non considerano l'ACS Timisoara moralmente continuatrice della tradizione sportiva.

### Rugby
La città è rappresentata dal RCM Timișoara, partecipa al massimo campionato rumeno di rugby che ha vinto in più occasioni, inoltre è stata la prima squadra non di Bucarest a vincerlo. Dal 2014 fa parte del Saracens Global Network all'interno del progetto di promozione mondiale del rugby dei Saracens.

### Tennis
Dal 2004 fino al 2013 si è giocato annualmente il Timișoara Challenger, il torneo faceva parte del ATP Challenger Series.

### Pallacanestro
Le due squadre della città sono BC Timisoara, che vanta la vittoria di due edizioni della Coppa di Romania, e Timba Timișoara.

## Infrastrutture sportive
Sorge a Timisoara il secondo stadio più grande della Romania, lo Stadio Dan Păltinișanu (32 972 spettatori), superato solo dall'Arena Națională (55 634), utilizzato per le partite di calcio più importanti e per le partite internazionali di rugby.
Il Palazzetto dello sport Sala Constantin Jude, conosciuta in passato come la Sala Olimpia, è una sala multifunzionale utilizzata per squadre maschili e femminili di basket, pallavolo, pallamano e futsal. La capienza è di 2 500 posti. Nel 2015 ha ospitato la prima fase del Campionato europeo femminile di pallacanestro.

## Primati di Timișoara

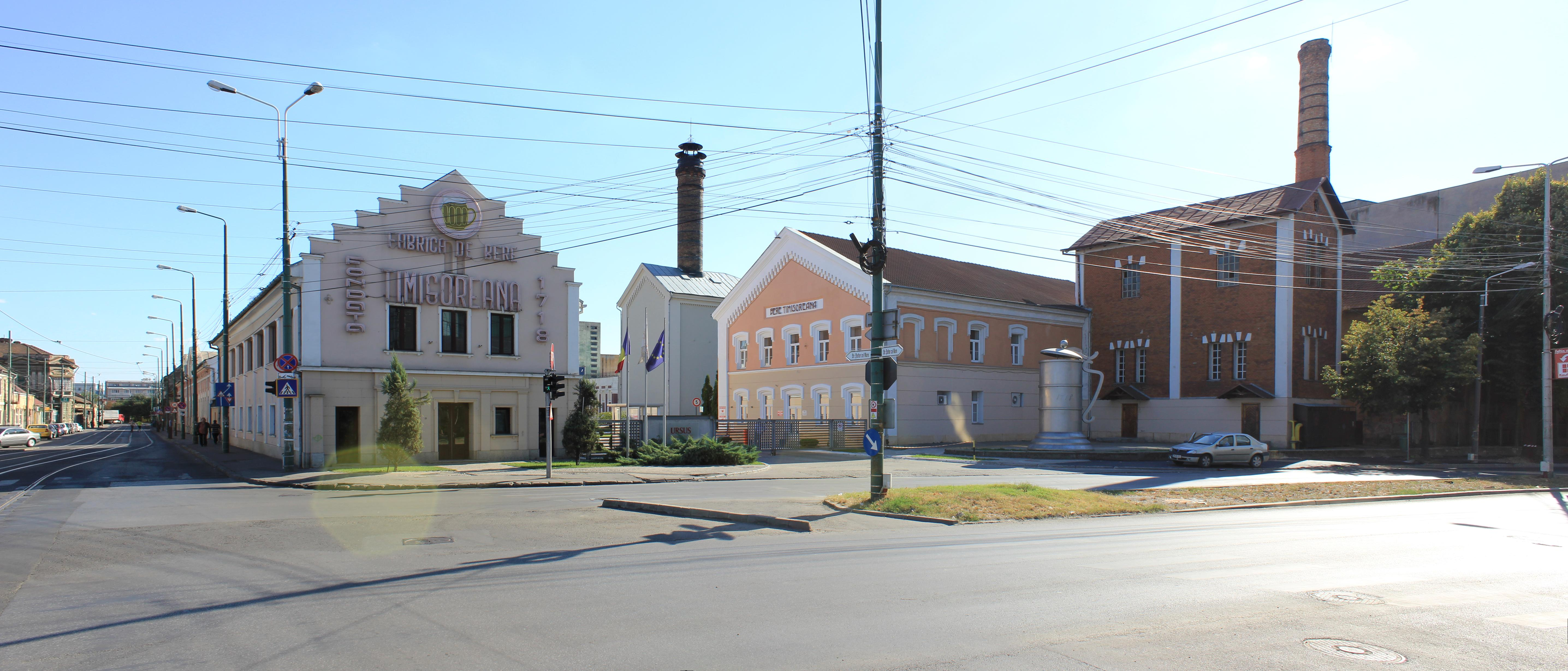
Timișoreana, la più vecchia fabbrica di birra dell'Ungheria storica e poi della Romania.

- 1718 - fondazione della Timișoreana, la più vecchia fabbrica di birra dell'Ungheria storica e poi della Romania
- 1728 - inizio della canalizzazione del Bega, il primo canale navigabile dell'Ungheria storica e poi della Romania
- 1760 - prima città dell'Impero Asburgico con illuminazione stradale con lampioni
- 1771 - edizione del primo giornale d'Ungheria e nello stesso tempo primo giornale in lingua tedesca del sud-est europeo: „Temeswarer Nachrichten”
- 1823-1826 - János Bolyai, durante il suo servizio militare a Temesvar, lavora sulla sua geometria non euclidea
- 1854 - primo servizio telegrafico dell'Ungheria e poi della Romania
- 1855 - prima città dell'Impero Asburgico con le strade illuminate a gas
- 1881 - prima rete telefonica dell'Ungheria e poi della Romania
- 1884 - prima città europea con le strade illuminate con elettricità
- 1886 - primo servizio di ambulanza dell'Ungheria e poi della Romania
- 1895 - prima strada asfaltata dell'Ungheria e poi della Romania
- 1897 - prime proiezioni cinematografiche dell'Ungheria e poi della Romania
- 1899 - primo tram elettrico dell'Ungheria e poi della Romania
- 1953 - unica città europea ad avere tre teatri di stato in rumeno, ungherese e tedesco